# 박용성
박용성(朴容晟, 1940년 9월 11일 ~ )은 대한민국의 기업인으로 두산그룹의 창업주인 박두병의 삼남이다.

## 생애
박용성은 1940년 9월 11일에 일제 강점 하의 경성부에서, 박승직(朴承稷)의 손자이자 박두병의 아들로 태어났다. 1959년 3월에 경기고등학교를 졸업하고, 1965년 2월에는 서울대학교 경제학과를, 1969년 6월에는 미국 뉴욕 대학교의 경영 대학원을 졸업했다.

## 경력

### 경영
1973년 6월에 한국투자금융의 상무가 되었고, 1984년 2월에 OB맥주의 대표이사 겸 사장직을 역임했다. 1990년대 초반인 1991년 2월에는 한국상업은행 이사회에서 회장이 되었으며, 1993년에는 두산그룹의 부회장, 2001년 3월에 두산중공업(옛, 한국중공업)의 대표이사 겸 회장, 2005년 4월에는 두산인프라코어의 대표이사 겸 회장이 되면서 두산 가(家)의 요직을 두루 지냈다.

### 재계
서울 올림픽이 열렸던 지난 1988년 4월에 서울상공회의소(商工會議所, 상의)의 부회장이 되었고, 1998년 1월에는 국제상의(ICC) 한국위원회(KNC)의 의장을 지냈다. 2000년 5월에는 대한상의의 회장을 맡는 한편, 서울상의의 회장을 재역임했으며, 2005년 1월에는 국제상의의 회장이 되었다. 

### 수상

#### 체육계
- 1986년 12월, 대한민국 체육 훈장 맹호장
- 1988년 9월, 대한민국 체육 훈장 청룡장
- 1989년 10월, 대한민국 체육상(진흥부문)

#### 산업 훈장
- 1987년 3월, 은탑 산업 훈장
- 1996년 11월, 금탑 산업 훈장

#### 외국
- 2000년 12월, 벨기에의 왕립 훈장
- 2003년, 프랑스 공화국의 최고 훈장인 레지옹 도뇌르

### 기타
2002년 ~ 2007년에 IOC 위원이었고 2008년 6월에 학교법인 중앙대의 이사장이 되면서 학계에 발을 들여놓게 되었고, 1999년에는 서울엔젤그룹의 초대 회장으로 추대된 경험도 있다. 2015년 4월 막말파문으로 학교법인 중앙대 이사장직에서 물러났다.

## 가족 관계
- 할아버지 박승직(1864년 - 1950년) - 사망
- 할머니 정정숙 - 사망
  - 아버지 박두병(1910년 - 1973년) - 사망
  - 어머니 명계춘(1913년 - 2008년) - 사망
    - 형 박용곤(1932년 - 2019년) : 두산그룹 명예회장, 사망
      - 조카 박정원(1962년 -) : 두산그룹 회장
      - 조카 박지원(1965년 -) : 두산에너빌리티 회장

    - 형 박용오(1937년 - 2009년) - 사망
      - 조카 박경원(1964년 -)
      - 조카 박중원(1968년 -)

    - 본인 박용성(1940년 - ) 
      - 장남 박진원(1968년 -)
      - 차남 박석원

    - 동생 박용현(1943년 -) 
      - 조카 박태원(1969년 -)
      - 조카 박형원
      - 조카 박인원

    - 동생 박용만(1955년 -) 
      - 조카 박서원
      - 조카 박재원

    - 동생 박용욱(1960년)
    - 동생 박용언

  - 숙부 박우병
  - 숙부 박기병
  - 숙부 박규병